# Rick Derringer
Rick Derringer, rodným jménem Richard Zehringer (5. srpna 1947, Fort Recovery, Ohio, USA – 26. května 2025, Ormond Beach, Florida) byl americký zpěvák, kytarista, hudební producent a skladatel. 
Svou kariéru zahájil v roce 1962 jako frontman skupiny The McCoys; se skupinou hrál až do jejího rozpadu v roce 1969. Během sedmdesátých let spolupracoval s Edgarem Winterem a byl i členem jeho skupiny Edgar Winter's White Trash. Rovněž spolupracoval s jeho bratrem Johnny Winterem, Alice Cooperem, Carminem Appiceem, Cyndi Lauper nebo Toddem Rundgrenem.